# سید حسن مصطفوی نائینی
سیدحسن مصطفوی نائینی سیاست‌مدار ایرانی بود، که در  دوره بیستم ، دوره بیست و یکم ،  دوره بیست و دوم   و   دوره بیست و سوم  بعنوان نماینده نائین در مجلس شورای ملی حضور داشت.